# Schloss Vizille

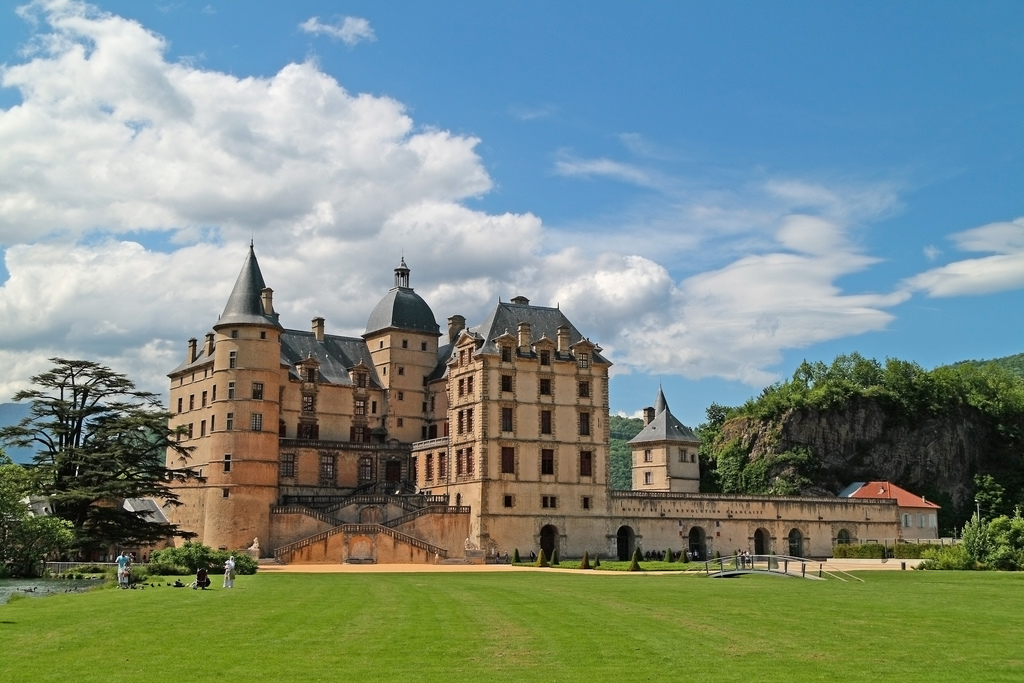
Schloss Vizille

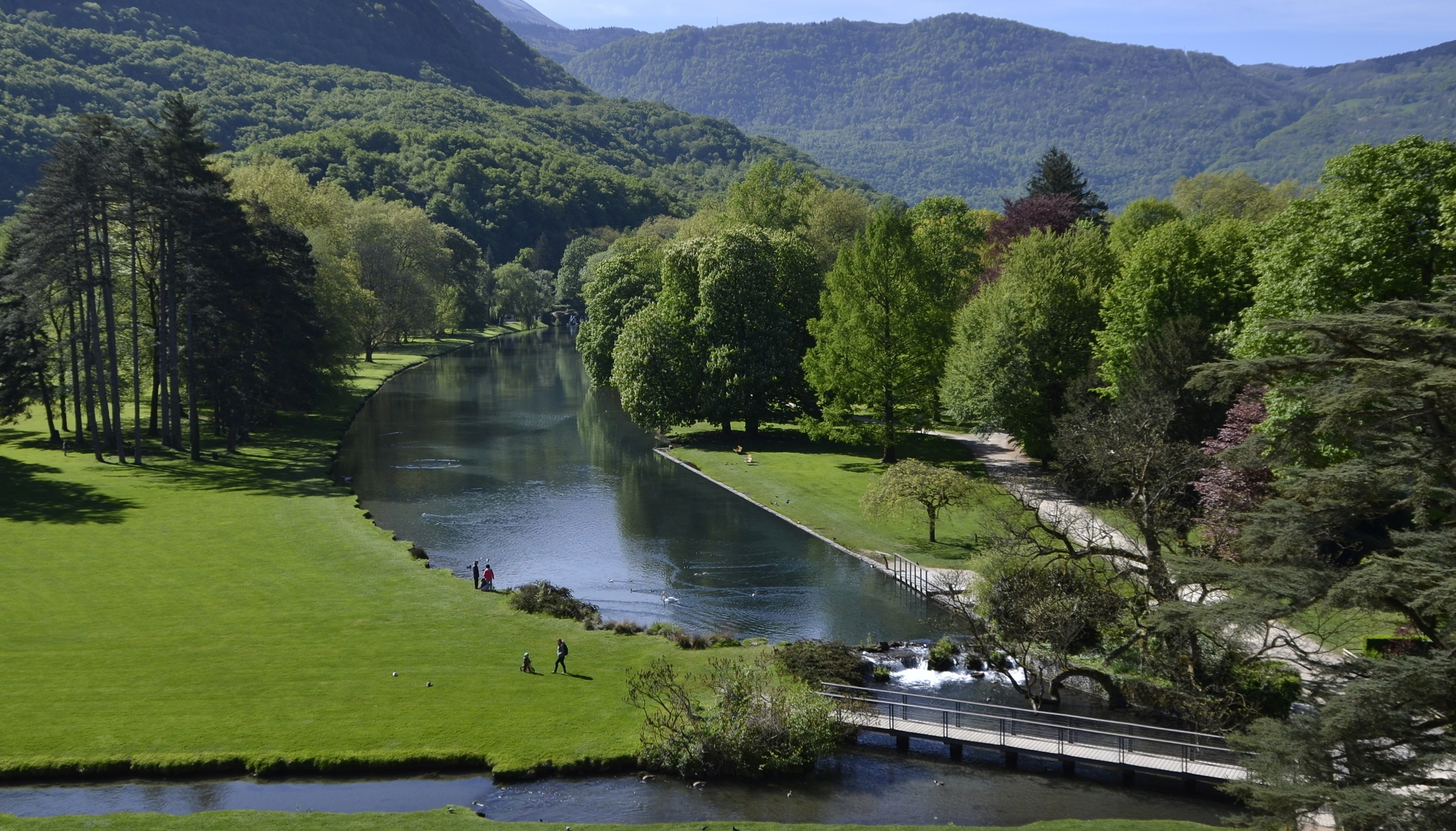
Der unter Denkmalschutz stehende Schlosspark

Das Schloss Vizille (französisch Château de Vizille oder Château de Lesdiguières) ist eines der bedeutendsten und prestigereichsten Schlösser der Dauphiné, dem traditionellen Stammland des französischen Thronfolgers bis zur Französischen Revolution. Es steht in der Gemeinde Vizille im Département Isère.
Der Vorgänger des heutigen Schlosses war in den französischen Religionskriegen eine Festung in der Hand katholischer Verbände. Mit dem Frieden von 1593 wurde der Besitz vom hugenottischen Heerführer François de Bonne, Herzog von Lesdiguières und späteren Pair von Frankreich, gekauft. François de Bonne ließ das Schloss von 1604 bis 1620 neu aufbauen. Er bekleidete die höchsten Hofämter des französischen Königreichs und wurde der letzte Connétable der französischen Geschichte. Sein Schloss, mit 130 Hektar großem Park umsäumt von einer sieben Kilometer langen Mauer, war Sinnbild dieser Machtstellung.
Im Jahre 1780 kaufte der Fabrikant Claude Perier das Anwesen, um dort eine Fabrik aufzubauen. Am 21. Juli 1788 erlaubte er 491 Deputierten, im Schloss zusammenzukommen. 1862 wurde das Schloss als historisches Monument (französisch: Monument historique) klassifiziert, es wechselte schließlich im Jahre 1924 in den Staatsbesitz. Am 23. 1991 folgte die Aufnahme des Parks in die französische Denkmalliste.
1971 erhielt das Département Isère den Besitz von der französischen Regierung. 1983 richtete es auf dem Schlossgelände ein Museum der Französischen Revolution ein.